# Ольмета, Паскаль
Паска́ль Ольмета́ (фр. Pascal Olmeta; род. 7 апреля 1961, Бастия, Франция) — французский футболист, вратарь, известный по выступлениям за «Олимпик» из Марселя и за «Олимпик» из Лиона в 1990-х годах.

## Карьера
В 1990 году перешёл в «Марсель». С клубом он дважды выиграл титул Чемпиона Франции. Однако в течение сезона 1992/1993 он был усажен на скамейку из-за появления Фабьена Бартеза. В этом сезоне «Марсель» смог выиграть Лигу чемпионов в Мюнхене, победив в финале итальянский «Милан» под руководством Фабио Капелло (1:0).
Летом 1993 года он подписал контракт с «Лионом», несмотря на его привязанность к «Марселю». Он покинул клуб в январе 1997 года после удара своего товарища по команде Жан-Люк Сассуса.
В 1996 впервые покинул Францию, перейдя в «Эспаньол». За 2 года в «Эспаньоле» он сыграл всего лишь в двух матчах и покинул клуб.
За 18 лет карьеры Паскаль поиграл в 6 французских клубов: «Бастия», «Тулон», «Матра Расинг», «Марсель», «Лион», «Газелек Аяччо».
Был известен тем, что мог иногда начать атаку своей команды, пройдя с мячом до середины поля.
Представлял сборную Франции на чемпионате мира по пляжному футболу 2001 года в Бразилии, где помог сборной достигнуть финала турнира. Также Паскаль был признан лучшим вратарём турнира.
В 2022 году журнал So Foot включил его в топ-1000 лучших игроков чемпионата Франции, поставив на 101-м место.

## Участие в телешоу
Неоднократно принимал участие в телеигре Ключи от форта Байяр в качестве участника, в сезонах 2012 и 2013 годов в качестве капитана команды. 

## Благотворительность
В 2006 году вместе с Франческо Биддау он основал свою ассоциацию, призванную помогать больным детям и поддерживать их семьи: «Улыбка, надежда на жизнь». Благодаря таким событиям, как футбольные матчи, поездки, встречи с личностями, ассоциация помогает детям восстановить вкус к жизни и сохранить надежду на излечение от болезни. Цель в том, чтобы предоставить материальную и финансовую поддержку семьям, чьи дети госпитализированы, а также помощь в плане размещения и поездок. Спонсорами этой ассоциации являются Эрик Кантона, Алекс Фергюсон, Кристоф Маэ и принцесса Монако Стефания.

## Личная жизнь
У него есть 3 ребёнка (1 мальчик и 2 девочки). Первая дочь Жоана родилась в 1991 году от первого брака. 20 августа 2004 года он женился на Северине, с которой у него родилась вторая дочь Кассандра (6 января 2002 года) и сын Лисандрю (родился 21 июль 2005 года).
В 2015 году Паскаль Ольмета был приглашён в телешоу «Форт Боярд», где играл роль Капитана Ольмета, противостоявшего игрокам в испытаниях. Сам Паскаль как игрок приглашался в телешоу в 1996, 1999, 2012 и 2013 годах.

## Достижения
- Чемпион Франции: 1990/91, 1991/92
- Победитель Лиги чемпионов: 1992/93
- Финалист Лиги чемпионов: 1990/91
- Финалист Кубка Франции: 1990/91